# Pleurostoma
Pleurostoma är ett släkte av svampar. Pleurostoma ingår i familjen Pleurostomataceae, ordningen Calosphaeriales, klassen Sordariomycetes, divisionen sporsäcksvampar och riket svampar.
|             | Pleurostomophora                                                              |
|             |                                                                               |
| Pleurostoma | \| \| Pleurostoma ootheca \| \| \| \| \| \| Pleurostoma candollei \| \| \| \| |
|             | \| \| Pleurostoma ootheca \| \| \| \| \| \| Pleurostoma candollei \| \| \| \| |
|             | Pleurostoma ootheca                                                           |
|             |                                                                               |
|             | Pleurostoma candollei                                                         |
|             |                                                                               |

|  | Pleurostoma ootheca   |
|  |                       |
|  | Pleurostoma candollei |
|  |                       |